# Gaj (Wiśnicze)
Gaj, Goj – część wsi Wiśnicze w Polsce, położona w województwie śląskim, w powiecie gliwickim, w gminie Wielowieś, na południowy zachód od wsi Wiśnicze, północny zachód od drogi wojewódzkiej 907 i północny wschód od wsi Kotliszowice.
Jedynym obiektem znajdującym się w Gaju jest kapliczka wyznania rzymskokatolickiego pw. Matki Boskiej Bolesnej, która jest miejscem kultu miejscowej ludności. W czasie świąt przypadających w letnim okresie są organizowane procesje spod kościoła pw. Trójcy Przenajświętszej w Wiśniczu do kapliczki w Gaju.